# Bornholms Brand Park
Bornholms Brand Park är en travbana i Åkirkeby på ön Bornholm, som tillhör Danmark. Den ligger mitt på Bornholm, sex kilometer norr om tätorten. Banan invigdes 1960, och är sedan 2014 känd som världens minsta travbana.

## Om banan
Tävlingsbanans längd är endast 580 meter, något som kan sättas i perspektiv, då de flesta banor i Europa oftast är 1 000 meter eller längre. Tidigare var Hipodrom Sant Rafel på Ibiza världens kortaste travbana, men då banan byggdes om 2014 tog Bornholms Brand Park över titeln som världens minsta travbana.

## Historia
Travlopp hade tidigare körts sporadiskt på Bornholm, där hästar främst användes som transportmedel. Redan 1831 kördes det travlopp i Åkirkeby, och även året efter. Hästavel var förekommande på ön och 1832 inrättades en förening för att främja en förbättrad hästavel.
För att främja travsport på ön arrangerades det 1905 en tävlingsdag i Rønne på västra delen av Bornholm. Tävlingarna besöktes av Københavns Travselskabs ordförande I. C. Tvede och generalsekreteraren Marks-Jørgensen, samt ca 3 000 lokala invånare.
Det dröjde sedan till 1930 innan intresset för travsport ökade, och det inrättades en kommitté för travsport på Bornholm, då det arrangerades tävlingar på Galløkken vid Rønne i maj 1932. Det dröjde ända till 1951 innan man åter arrangerade tävlingar.
Banan invigdes söndagen den 19 juni 1960, och på banan huserar tre proffstränare, samt ett flertal amatörtränare. Sedan banans invigning arrangeras travtävlingar frekvent på Bornholm.